# 黃男州
黃男州（1965年—），台灣金融界人物，現任玉山金控及玉山銀行董事長，畢業於國立清華大學動力機械系、美國紐約市立大學柏魯克分校商學碩士、美國哈佛大學管理發展計畫。
曾任玉山金控策略長，2008年以四十三歲年紀接任總經理，為當時台灣最年輕的金控總經理。曾獲《財資雜誌》(The Asset)「亞洲最佳CEO」(2015-2018)、《亞洲銀行家雜誌》(The Asian Banker)「亞太最佳CEO」(2017)、《機構投資人雜誌》(Institutional Investor)「台灣最佳CEO」(2017-2018)等獎項。